# Раково (Пушкинский район)
Раково — деревня в Пушкинском районе Московской области России, входит в состав сельского поселения Ельдигинское. Население — 143 чел. (2010).

## География
Расположена на севере Московской области, в западной части Пушкинского района, на реке Вязи, при впадении в неё реки Ольшанки, примерно в 11 км к северу от центра города Пушкино и 24 км от Московской кольцевой автодороги, недалеко от Пестовского и Учинского водохранилищ системы канала имени Москвы.
В 8 км к востоку — линия Ярославского направления Московской железной дороги, в 10 км к востоку — Ярославское шоссе М8, в 5 км к северу — Московское малое кольцо А107.
К деревне приписано два садоводческих товарищества. Ближайшие населённые пункты — село Семёновское, деревни Кстинино и Марьина Гора, ближайшая железнодорожная станция — платформа Правда. Деревня связана автобусным сообщением с посёлком городского типа Правдинский.

## Население
| 1859 | 1890 | 1899 | 1926 | 2002 | 2006 | 2010 |
| ---- | ---- | ---- | ---- | ---- | ---- | ---- |
| 110  | ↗144 | ↗148 | ↗204 | ↘128 | ↘111 | ↗143 |

## История
В «Списке населённых мест» 1862 года — владельческая деревня 1-го стана Дмитровского уезда Московской губернии по правую сторону Московско-Ярославского шоссе (из Ярославля в Москву), в 30 верстах от уездного города и 30 верстах от становой квартиры, при реке Вязи, с 13 дворами и 110 жителями (48 мужчин, 62 женщины).
В 1896 году по проекту архитектора Б. Н. Шнауберта в деревне была построена не сохранившаяся до наших дней часовня.
По данным на 1899 год — деревня Богословской волости Дмитровского уезда с 148 жителями.
В 1913 году — 31 двор и имение Челноковых.
По материалам Всесоюзной переписи населения 1926 года — деревня Ельдигинского сельсовета Софринской волости Сергиевского уезда Московской губернии в 9,6 км от Ярославского шоссе и 16 км от станции Софрино Северной железной дороги, проживало 204 жителя (111 мужчин, 93 женщины), насчитывалось 38 крестьянских хозяйств.
1994—2006 гг. — деревня Ельдигинского сельского округа Пушкинского района.
С 2006 года — деревня сельского поселения Ельдигинское Пушкинского муниципального района Московской области.